# MyHockey League
La MyHockey League è il terzo campionato per importanza di hockey su ghiaccio in Svizzera, formato da 12 squadre.

## Storia

### Denominazioni
- dal 2017: MySports League
- dal 2024: MyHockey League

## Partecipanti stagione 2024-2025
- Arosa
- Bellinzona
- Bülach
- HC Coira
- Düdingen Bulls
- Franches-Montagnes
- Frauenfeld
- Huttwil
- Langenthal
- Lyss
- Seewen
- Thun

## Svolgimento del campionato
Le squadre si affrontano 2 volte per stagione (in casa e fuori); le prime otto si qualificano per i playoff, che si svolgono in una serie ad eliminazione diretta al meglio delle 5 partite. La squadra vincitrice dei playoff è promossa in Swiss League.